# Chrysoperla rufilabris
Chrysoperla rufilabris is een insect uit de familie van de gaasvliegen (Chrysopidae), die tot de orde netvleugeligen (Neuroptera) behoort. 
Chrysoperla rufilabris is voor het eerst wetenschappelijk beschreven door Burmeister in 1839.